# Хипестезия
Хипестезията е състояние на намалена или липсваща способност за усещане на допир и натиск върху кожата. Обикновено е локализирана ограничено. Понякога е придружена от изтръпване, парестезии и астения. Тя е по-леко състояние от анестезията. Обратното състояние се нарича хиперестезия.
При хипестезия може да се наблюдава също и повишен праг на болка при натиск на кожата. Намалената чувствителност към високи или ниски температури в кожата се наречена термохипестезия. Хипестезия на влагалището е известна също като анхедония.

## Причини
Причините за проява на хипестензия може да са свързани с увреждане на таламуса, други неврологични увреждания или заболявания (например множествена склероза), като страничен ефект от употреба на наркотици или да бъде психически симптом като истерия или дисоциативни нарушения.